# Chiesa di San Pietro a Mele
La chiesa di San Pietro a Mele è una chiesa ubicata a Sorrento; è retta dalla parrocchia di Nostra Signora di Lourdes.

## Storia
Secondo la tradizione, san Pietro, sbarcato a Crapolla, si fermò poco fuori le mura di Sorrento, in una zona chiamata Sottomonte, dove fondò una chiesa sui resti di un cimitero pagano: questa prese il nome di San Pietro in Vincoli. Tuttavia i primi documenti in cui viene menzionata risalgono al 1550, poiché quelli precedenti andarono persi a seguito del saccheggio dei Saraceni del 13 giugno 1558; fu restaurata nel 1721 per volere del vescovo Filippo Anastasio, come ricordato da una lapide posta nella sacrestia.
Nel 1843, per permettere i lavori di ampliamento della strada tra Sant'Agnello e Sorrento, la chiesa, a due navate, venne demolita tramite l'utilizzo di mine e ricostruita leggermente spostata rispetto alla collocazione originaria, in dimensioni ridotte. Agli inizi del XX secolo però risultò insufficiente per accogliere tutti i fedeli della zona e nel 1912 venne ampliata grazie alla concessione di un terreno da parte della signora Ambrosi, rivendendo tra l'altro, così come già successo nel 1843, resti della necropoli di Sottomonte: durante tali lavori, sotto la direzione dall'ingegnere Luigi Amalfi, la chiesa assunse il suo aspetto definitivo rispetto a quello precedente a forma ottagonale. Altri restauri si ebbero nel 2011.

## Descrizione
La facciata della chiesa è divisa orizzontalmente in due da una sottile lesena: nella parte inferiore si apre l'unico portale d'accesso, in legno, inscritto in due colonne in marmo bianco di Carrara le quali sorreggono una trabeazione, mentre la parte superiore, priva di stucco e quindi con le pietre di tufo a vista, reca due ovali sovrapposti.
Internamente la chiesa è a due navate, una sul lato destro di maggiori dimensioni e una sulla sinistra più piccola: la navata destra è pavimentata da rombi in marmo bianco di Carrara, delimitati da sottili strisce di marmo grigio e all'inserzione degli angoli dei rombi è posto un ennesimo rombo in marmo rosso, mentre il pavimento della navata di destra è in marmo banco e grigio. Sulla parete di fondo della navata di destra è posto l'altare maggiore con mensa quadrangolare in marmo e alle spalle una sorte di tempietto barocco all'interno del quale è posto il quadro Madonna con Bambino; sul fondo della navata di sinistra è invece l'accesso alla canonica che si sviluppa alle spalle della chiesa e al piano superiore. Dal tetto a doppia falda che copre la struttura emerge il campanile.